# Вера Константиновна
Вера Константиновна (Павловск, Санкт Петербург, 11/24. април 1906 — Њујорк, 11. јануар 2001) била је кнегињица императорске крви и члан Руског императорског дома у изгнанству.
Била је млађа кћерка великог кнеза Константина Константиновича и њемачке принцезе Елизабете Августе од Сакс-Алтенбурга. Од 1992. до 2001. била је почасни предсједник Удружења чланова рода Романових (рус. Объединение членов рода Романовых).

## Биографија
Кнегињица императорске крви Вера Константиновна је рођена 11/24. априла 1906. године у граду Павловск (Санкт Петербург). Била је најмлађа од деветоро дјеце великог кнеза Константина Константиновича, генерала, академика и пјесника. Рано дјетињство је провела на подмосковском имању Осташјово на обали ријеке Руза.
Почетак Првог свјетског рата (1914) осмогодишња Вера је дочекала у непријатељској Њемачкој, заједно са родитељима и братом Георгијем. Била је у посјети родбини са мајчине стране, у граду Алтенбургу. Интервенцијом њемачке царице Викторије Августе дозвољено им је да се врате у Русију. Исте године у рату је погинуо њен брат Олег Константинович. Сљедеће године, од срчане астме је умро њен отац. Од тада је живјела са мајком у Мермерном дворцу (рус. Мраморный дворец).
Након Октобарске револуције бољшевици су убили три њена брата у руднику близу Алапајевска у јулу 1918. Страдали су кнезови императорске крви Јоан, Константин и Игор Константинович. Од њених шесторо браће ратни и револуционарни период су преживјела само двојица, кнезови Гаврил и Георгије Константинович. Октобра 1918, на позив шведске краљице Викторије од Бадена, избјегла је за Шведску заједно са мајком Јелисаветом, братом Георгијем, нећацима Всеволодом Јоановичем и Тејмуразом Константиновичем Багратион-Мухранским и нећакињама Јекатерином Јоановном и Наталијом Константиновном Багратион-Мухранском.
Кнегињица Вера, заједно са мајком и братом Георгијем, након двије године становања у Шведској преселила се у Белгију. Године 1922. преселили су се у њемачки град Алтенбург на позив Вериног ујака, војводе Ернста II од Сакс-Алтенбурга. Године 1927. умрла је велика кнегиња Јелисавета Маврикијевна, а кнегињица Вера је наставила живјети код њемачких сродника. Убрзо је са братом Георгијем отишла за Лондон. Након што се кнез Георгије преселио у Сједињене Америчке Државе кнегињица Вера се вратила у Алтенбург. Током Другог свјетског рата је наставила живјети у нацистичкој Њемачкој, а завршетком рата је са сродницима избјегла у Хамбург не желећи да дочека Црвену армију.
Године 1951. преселила се у Њујорк гдје је радила за Толстојеву фондацију коју је основала Александра Толстоја, кћерка Лава Толстоја. Ту је сарађивала са својим нећаком Тејмуразом Багратион-Мухранским. Пензионисала се априла 1971. Кнегињица Вера је преминула 11. јануара 2001. године у старачком дому у Вали Котиџу, мјесту у околини Њујорка. Сахрањена је поред свог брата Георгија Константиновича.

## Императорски дом
Године 1918. било је пресјечено све мушко потомство императора Александра III Александровича. У складу с правилима насљеђивања престола, право насљедства је прешло на другог сина императора Александра II Николајевича — великог кнеза Владимира Александровича (1847—1909). Његов најстарији син је био велики кнез Кирил Владимирович који се 1922. године прогласио за чувара престола, а манифестом од 31. августа 1924. прогласио се за императора сверуског у изгнанству. Од 1938. до 1992. династички старјешина је био његов син велики кнез Владимир Кирилович. Њега је наслиједила његова кћерка велика кнегиња Марија Владимировна јер је наступило насљеђивање по женској линији. Смрћу њеног оца Владимира била је пресјечена посљедња мушка линија.
Кнегињица Вера Константиновна није постала кнегиња јер се није удавала. Није имала потомке.
За разлику од Кирила Владимировича сви други мушки чланови Руског императорског дома у изгнанству су добили морганатске потомке без права на престо. Након Другог свјетског рата, с циљем јачања родбинских веза између таквих потомака потекла је замисао о оснивању удружења потомака. Основано је Удружење чланова рода Романових (1979) чији је почасни предсједник у периоду од 1992. до 2001. била кнегињица императорске крви Вера Константиновна. Она је била и претпосљедња чланица удружења која је истовремено била и чланица Императорског дома. Посљедња је била кнегиња императорске крви Јекатерина Јоановна (1915—2007).